# Biserica de lemn din Optășani

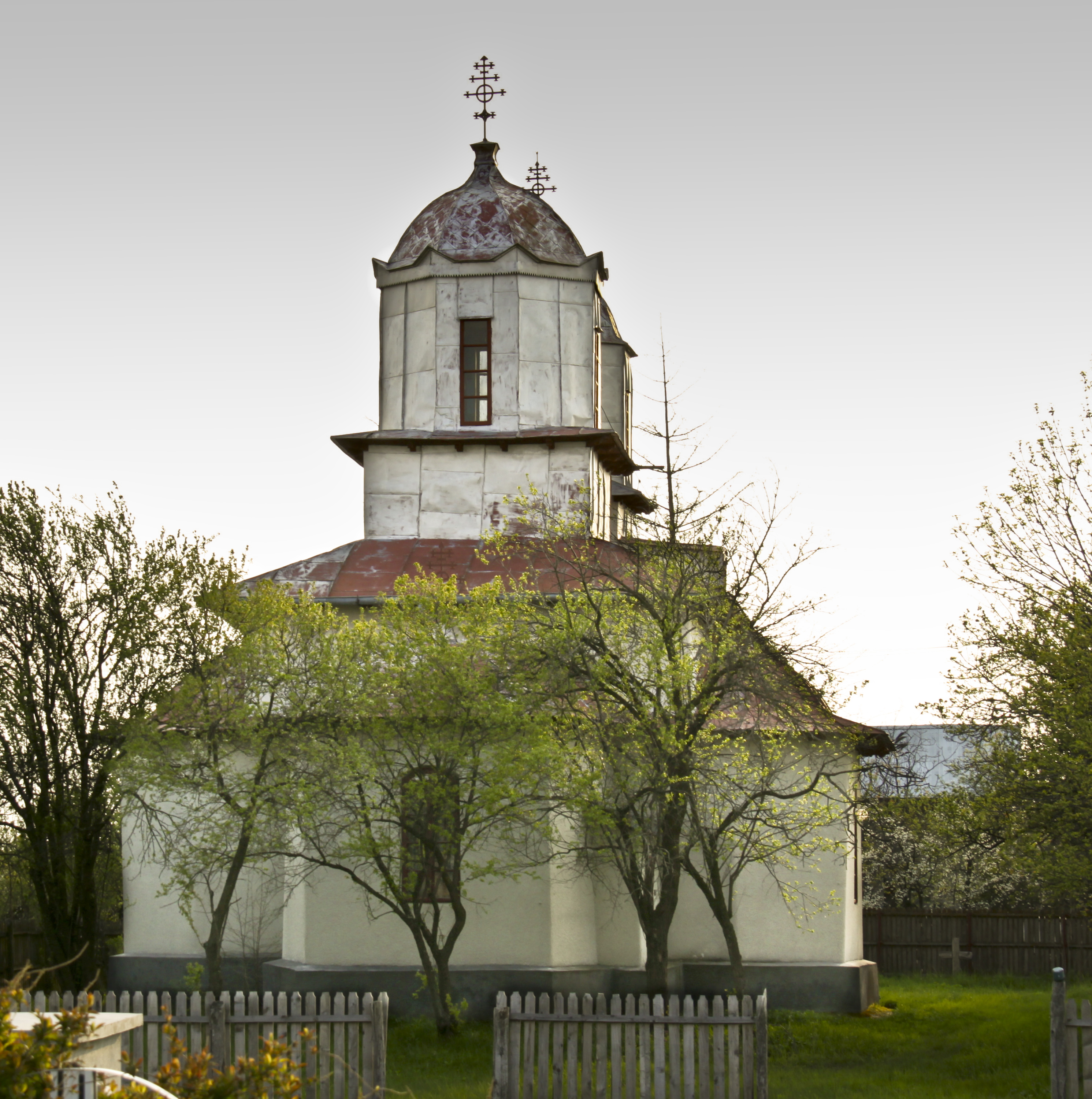
Biserica de lemn din Optăşani, judeţul Olt. Foto: 2010

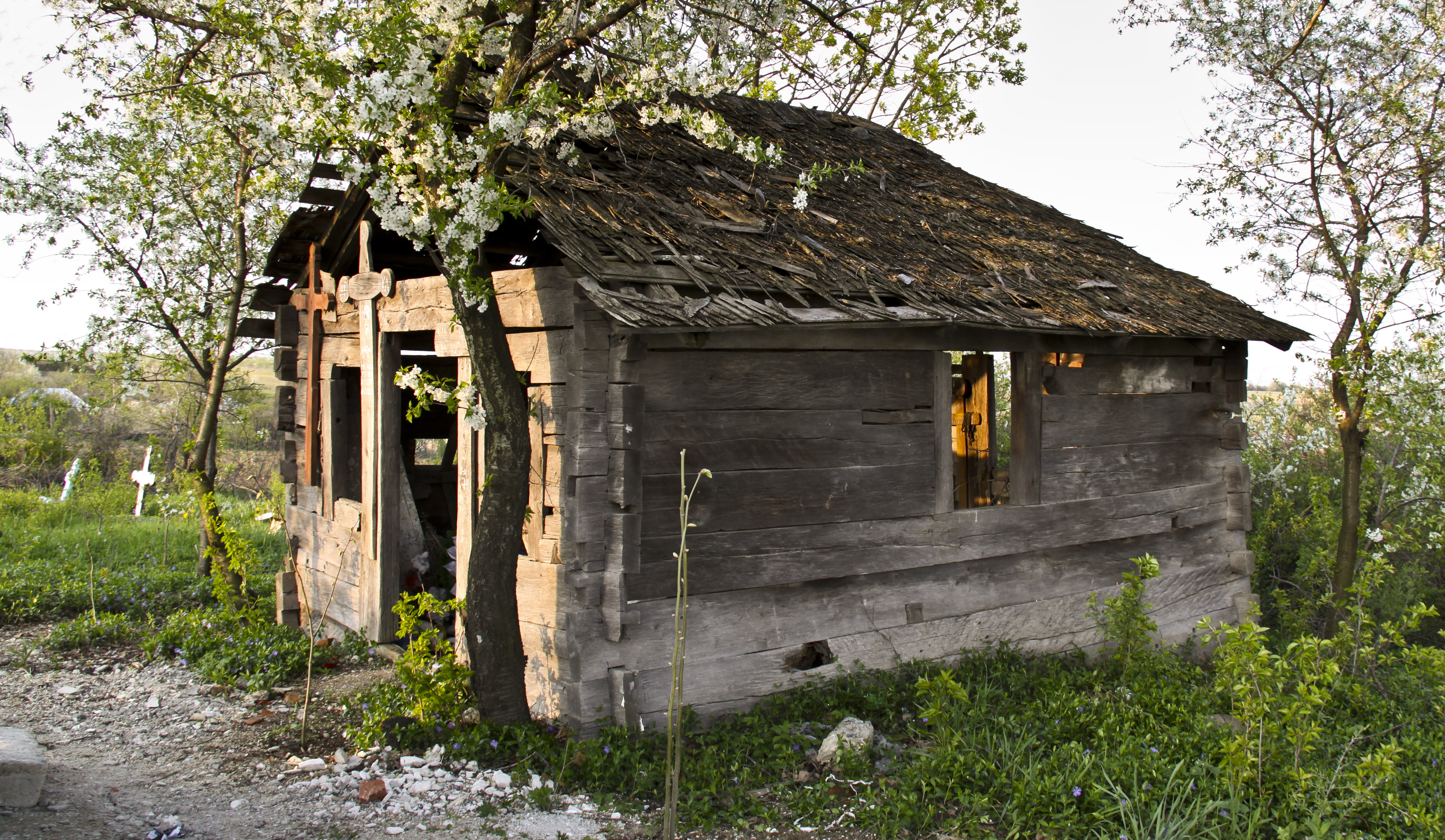
Capela din cimitir, ridicată din lemnele fostei biserici de lemn. Foto: 2010

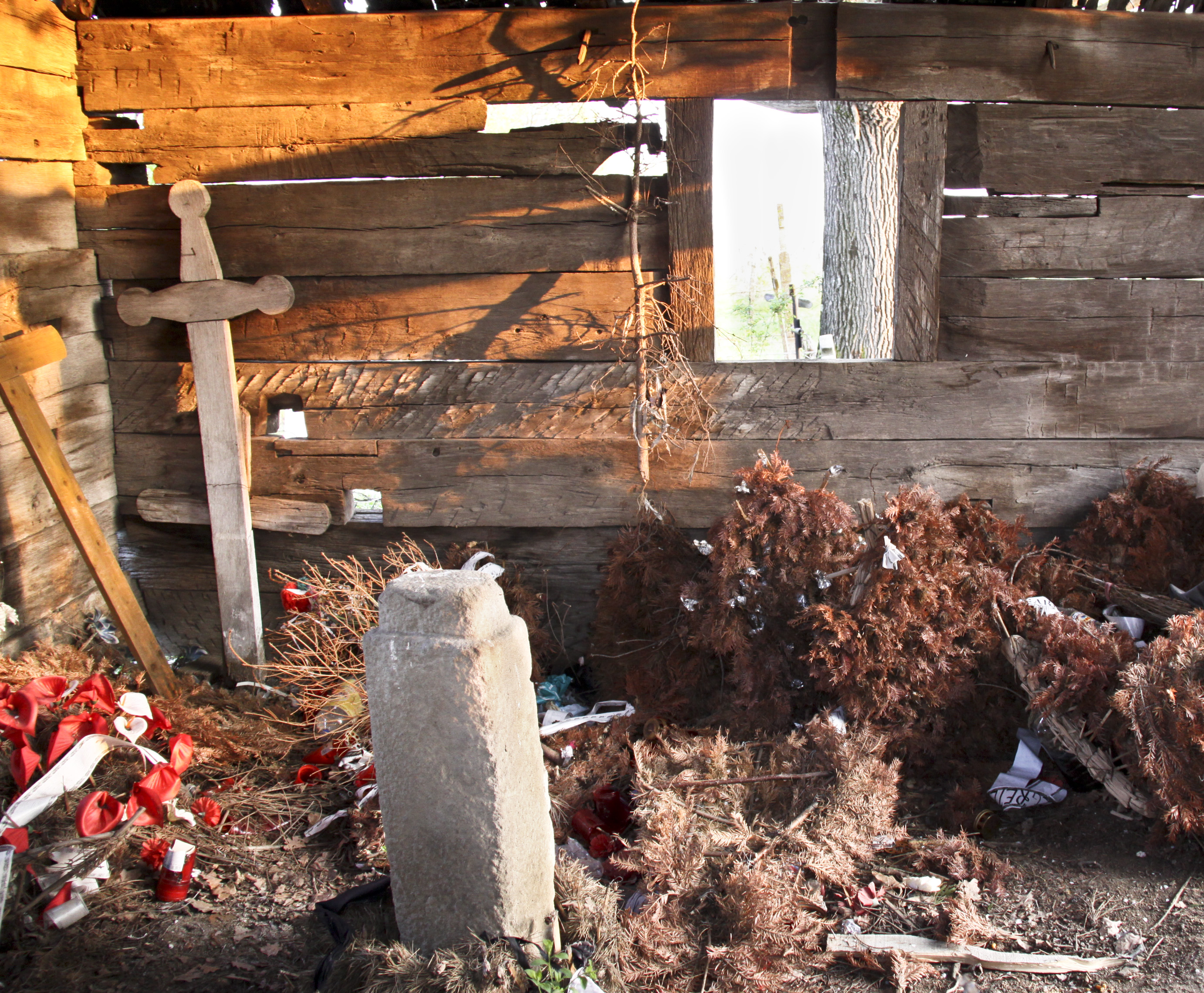
Piciorul de altar al vechii biserici. Foto: 2010

Biserica de lemn din Optășani se află în localitatea Optășani din județul Olt, poartă hramul „Cuvioasa Paraschiva” și este datată din 1911. Biserica este înscrisă pe noua listă a monumentelor istorice, LMI 2004:  OT-II-m-B-08974. În cimitirul din spatele bisericii se află o capelă ridicată din bârnele bisericii anterioare, ce păstrează detalii sculpurale, decorative și fragmente de inscripții de interes. Capela este în afara protecției legii deși valoarea ei documentară și istorică, chiar numai fragmentară, o cere cu prisosință.

## Istoric

### Capela din cimitir
În cimitirul din Optășani se păstrează o capelă de lemn ridicată în jurul unei vechi mese de altar, aparținând bisericii de lemn anterioare. Pereții capelei sunt ridicați din bârne recuperate din diferite părți ai vechii construcții. Bârnele vechi, parțial deteriorate de vremi, sunt martori prețioși ai vechii biserici, din care încă se pot recupera câteva din trăsăturile ei definitorii. 
Biserica cea veche era ridicată din bârne de stejar fățuite, încheiate în cheotori netede, bisericești. Biserica avea probabil cele trei încăperi tradiționale, pronaos, naos și altar, accesibile printr-un pridvor în fața intrării, pe latura de vest. Se poate astfel distinge o grindă cu decorații caracteristice unui fruntar de pridvor. Dintre consolele care ieșeau sub streașină se păstrează una cu capăt de cal, care după îmbinarea diagonală sugerează că provenea de la un perete încheiat poligonal, probabil de la altar. S-au păstrat și câteva ochiuri foarte mici de fereastră, evazate spre interior. Cele mai interesante bârne provin din peretele de la intrare, pe care se păstrează fragmente de pisanie în limba română cu litere chirilice, care odinioară cereau amintirea și cinstirea faptelor de ctitorie ale strămoșilor comunității. Se distinge printre altele anul erei bizantine „7350”, adică anii 1841-1842 ai erei noastre, care poate marca în timp una din reparațiile necesare la întreținerea vechiului lăcaș. Vechimea reală a fost desigur mult mai mare, lăcașul cel vechi fiind probabil ridicat în secolul 18 sau chiar la sfârșitul secolului 17.

### Biserica nouă
Conform pisaniei de peste intrare biserica cea nouă din Optășești a fost ridicată în anul 1911. Pisania este reînoită în anii din urmă însă reține din cea originală următoarele date: „Această sfântă și Dumnezeiască biserică cu hramul sfânta Cuvioasa Paraschiva s-a ridicat din temelie în anul 1911 în zilele [regelui Carol I al] României, episcop eparhiot p.s.s. d.d Calist Ialomițeanul, econom p.c.s.c. A. Popescu. La acest sfânt locaș au contribuit întreaga obște a satului Optășani com. Aluniș precum și alții credincioși, terminându-se și sfințindu-se chiar de p.s.s. episcop eparhiat în ziua de 27 octombrie 1913 I. Samoilă - pictor Râmnicul Sărat.” Absența numelui regelui Carol I este o amintire din perioada comunistă, când nume de marcă din istoria României au fost șterse nu numai din instituțiile publice ce și din pisaniile bisericilor.
Lucrările de renovare mai recente au fost surprinse în completarea vechii pisanii: „În anul 1997 s-a început renovarea la această biserică, iar în anul 1999 s-a turnat beton pentru centura de rezistență. Lucrările s-au finalizat în anul 2006.”

## Trăsături
Biserica de lemn de la 1911 a fost ridicată la o scară ambițioasă, cu pronaos și naos monumentale pentru o construcție de lemn, terminate în elevație cu două turle înalte, așezate peste coama acoperișului. La naos apar două abside laterale iar spre răsărit se detașează absida altarului. La apus, intrarea este adăpostită de un pridvor înalt. Pereții sunt tencuiți și zugrăviți, dând impresia unei biserici de zid. 

## Imagini din exterior

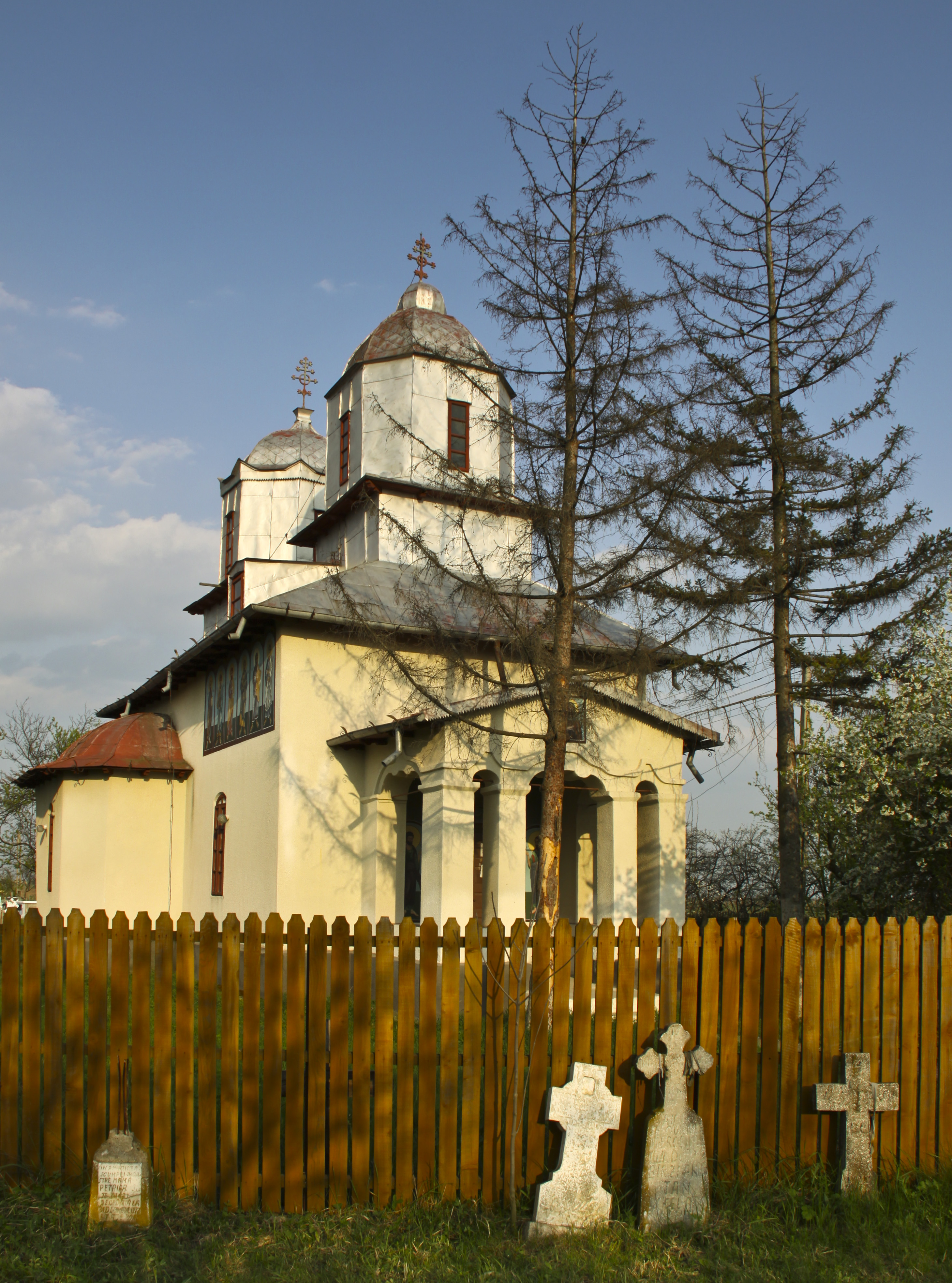
nord-vest
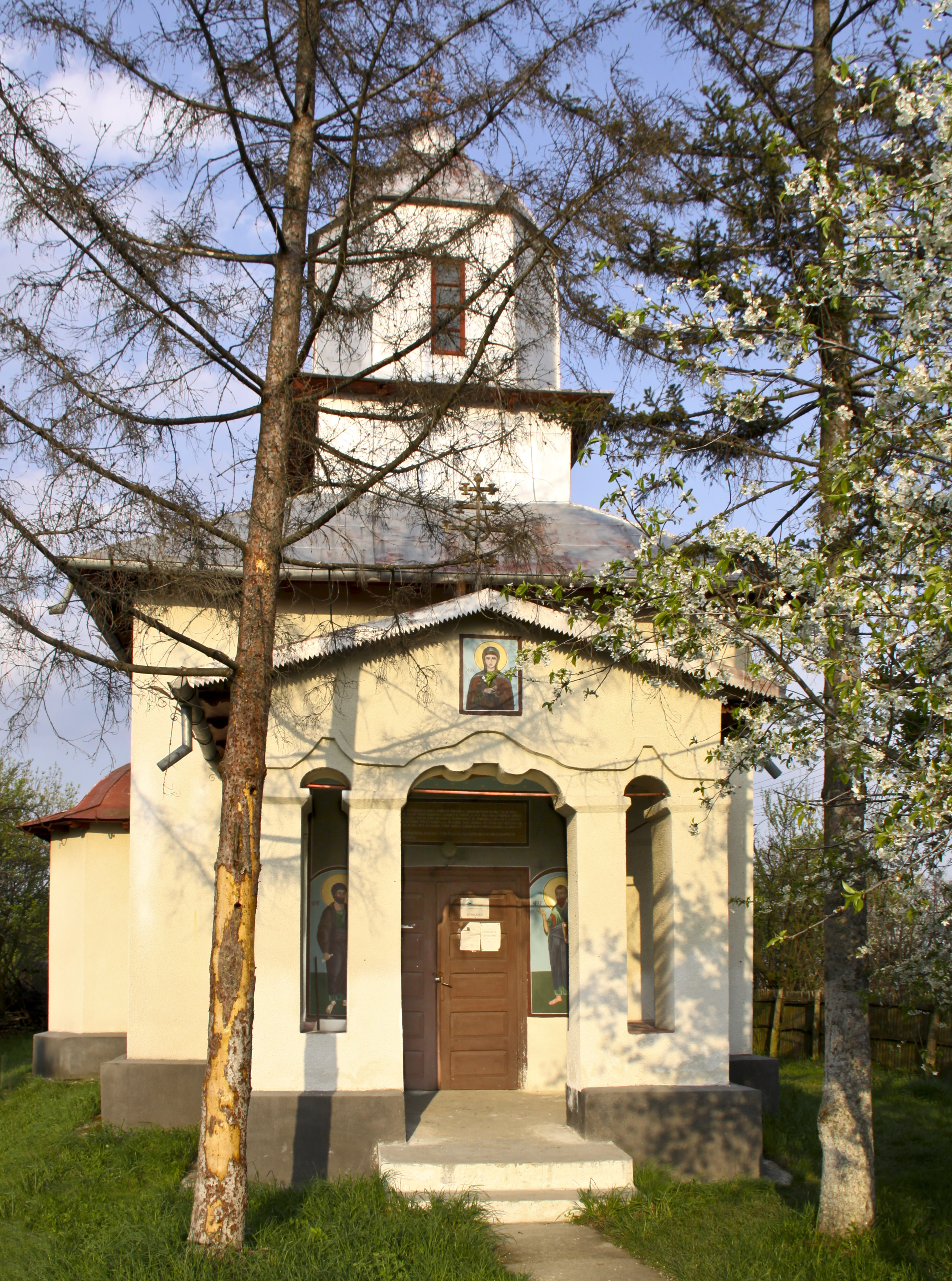
vest
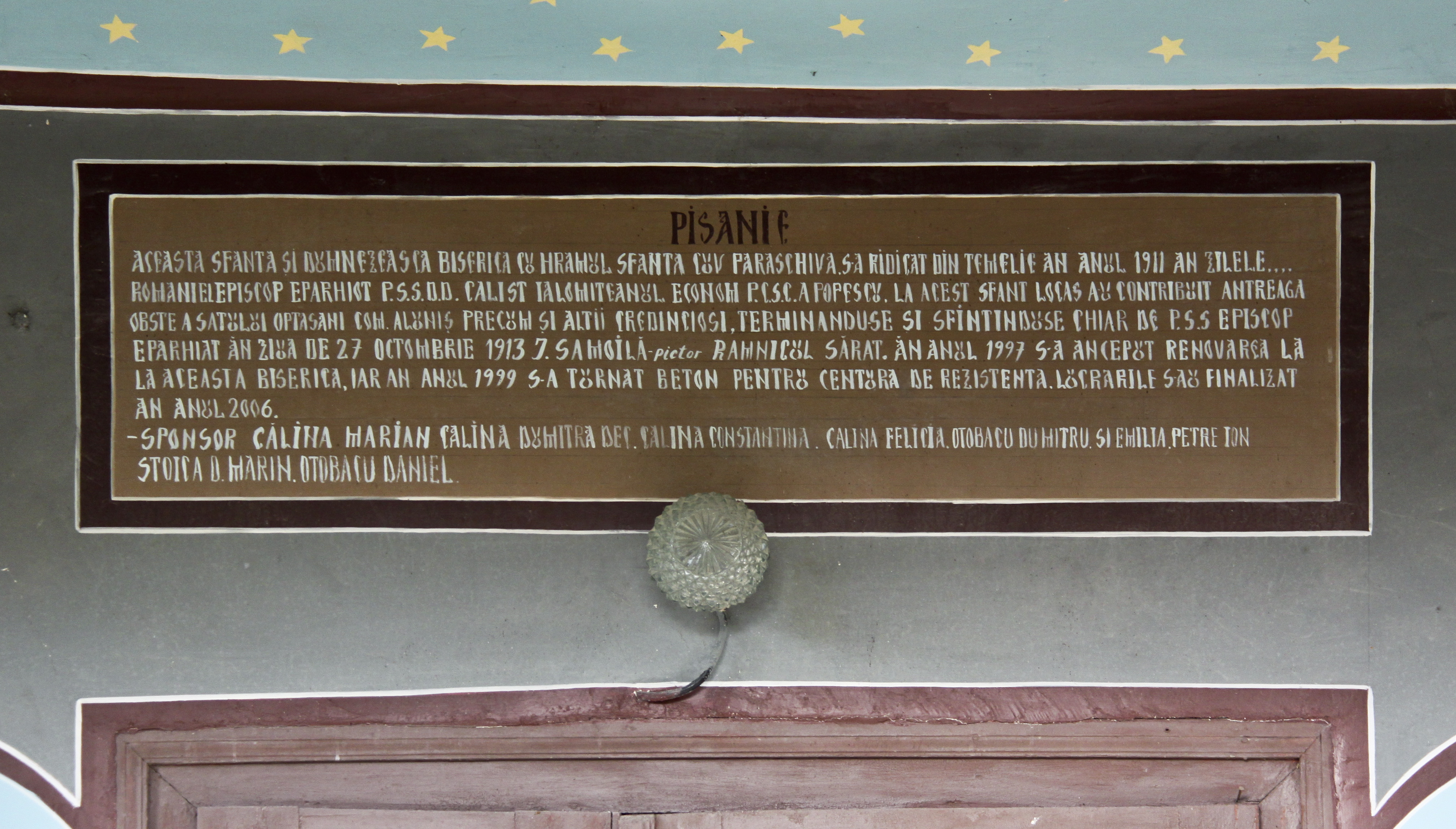
pisanie

## Imagini capelă

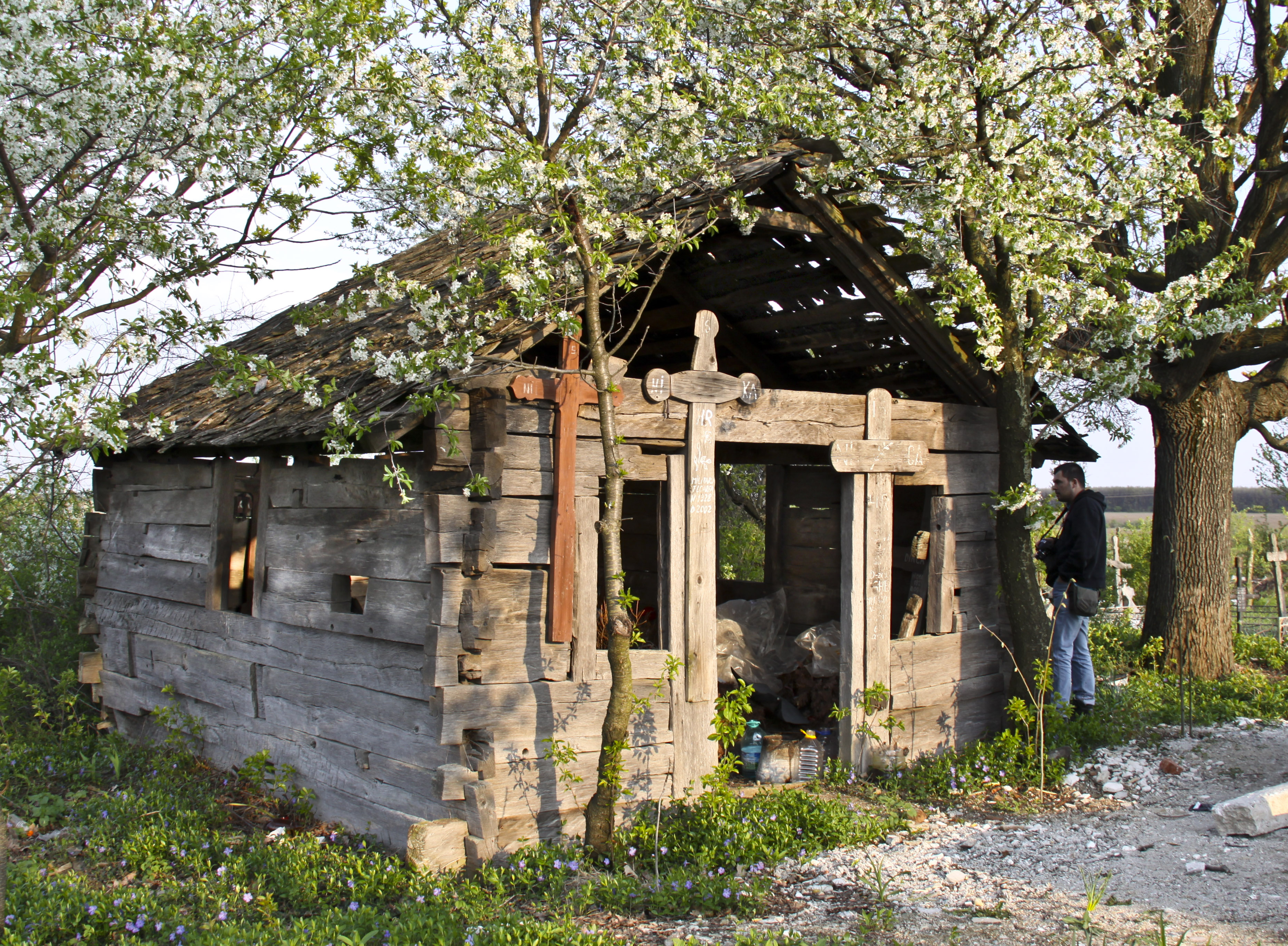
nord-vest
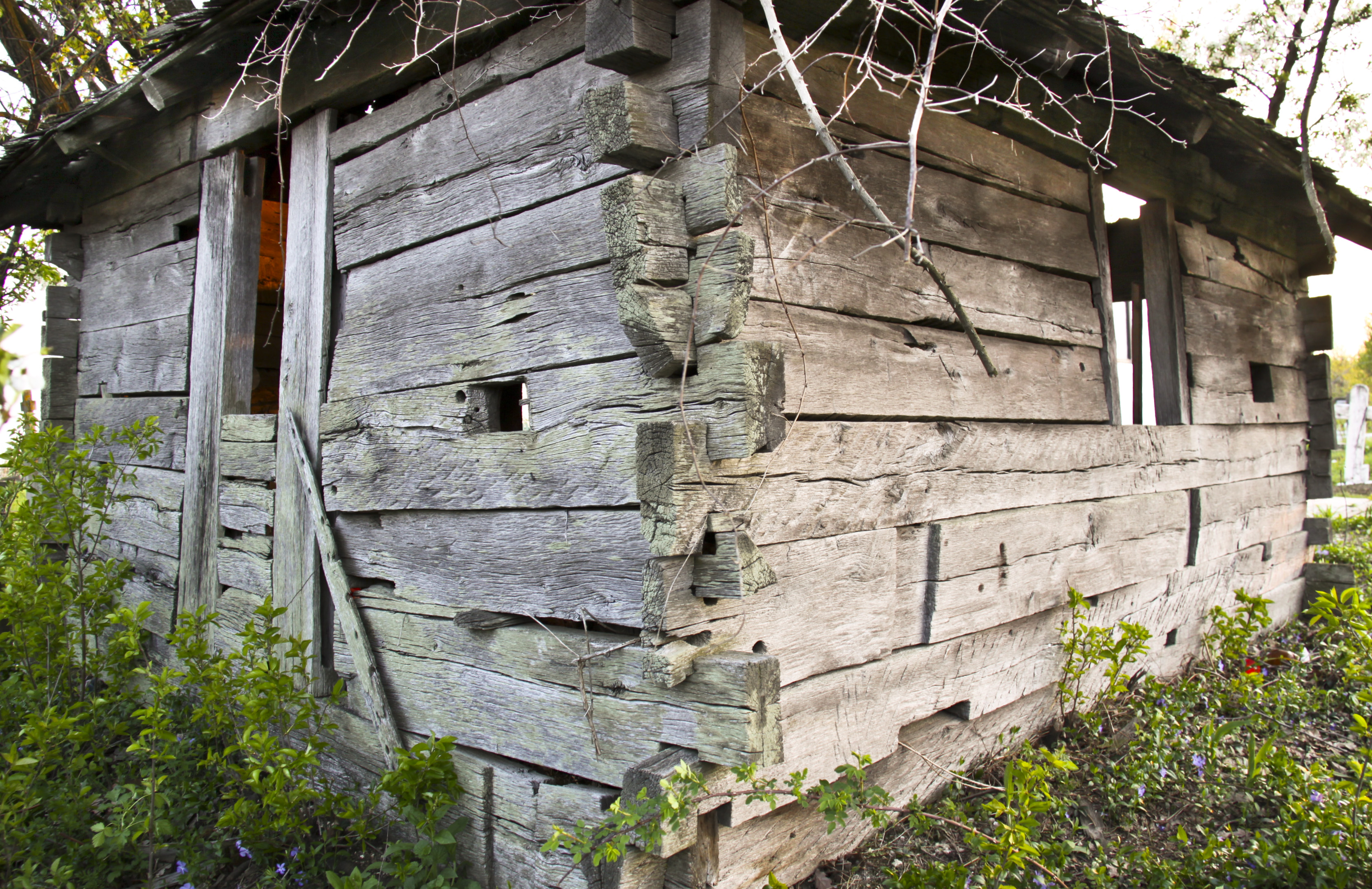
nord-est
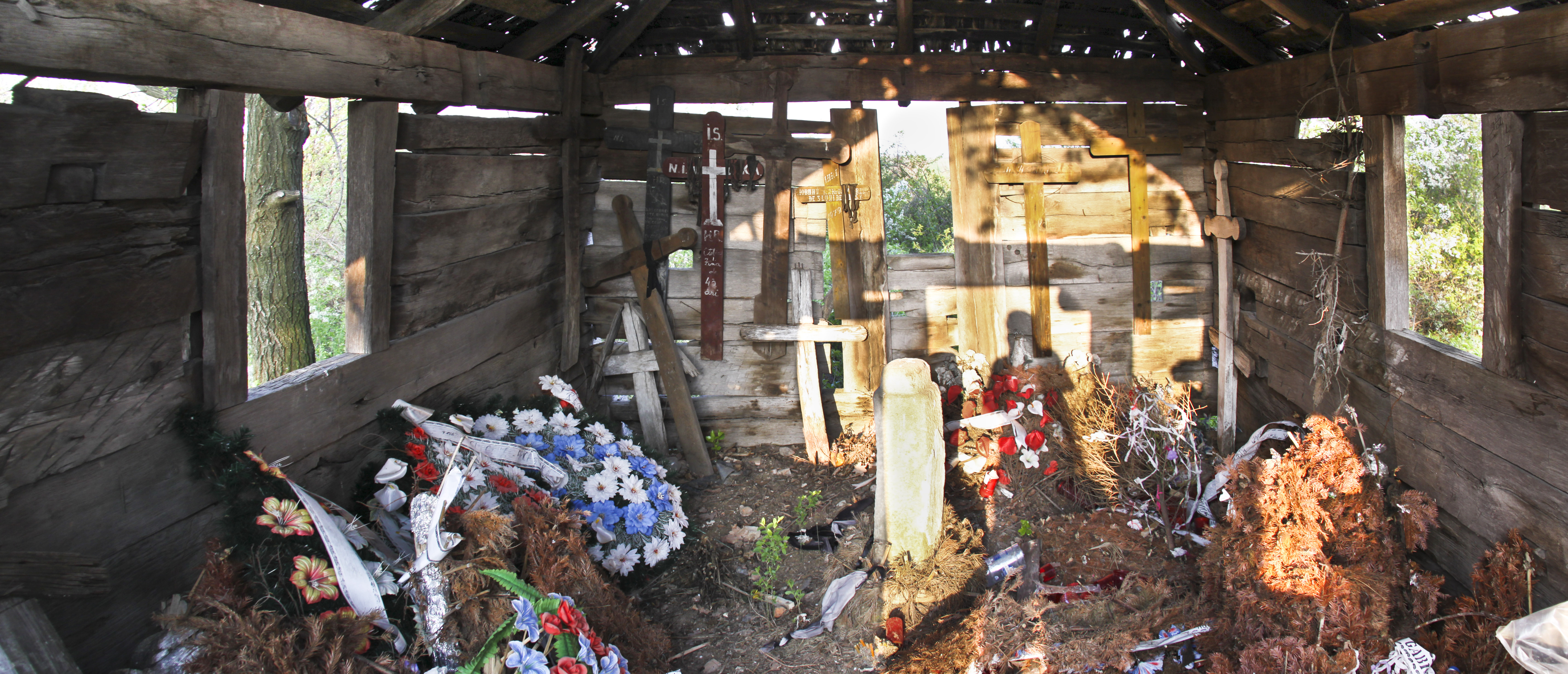
interior
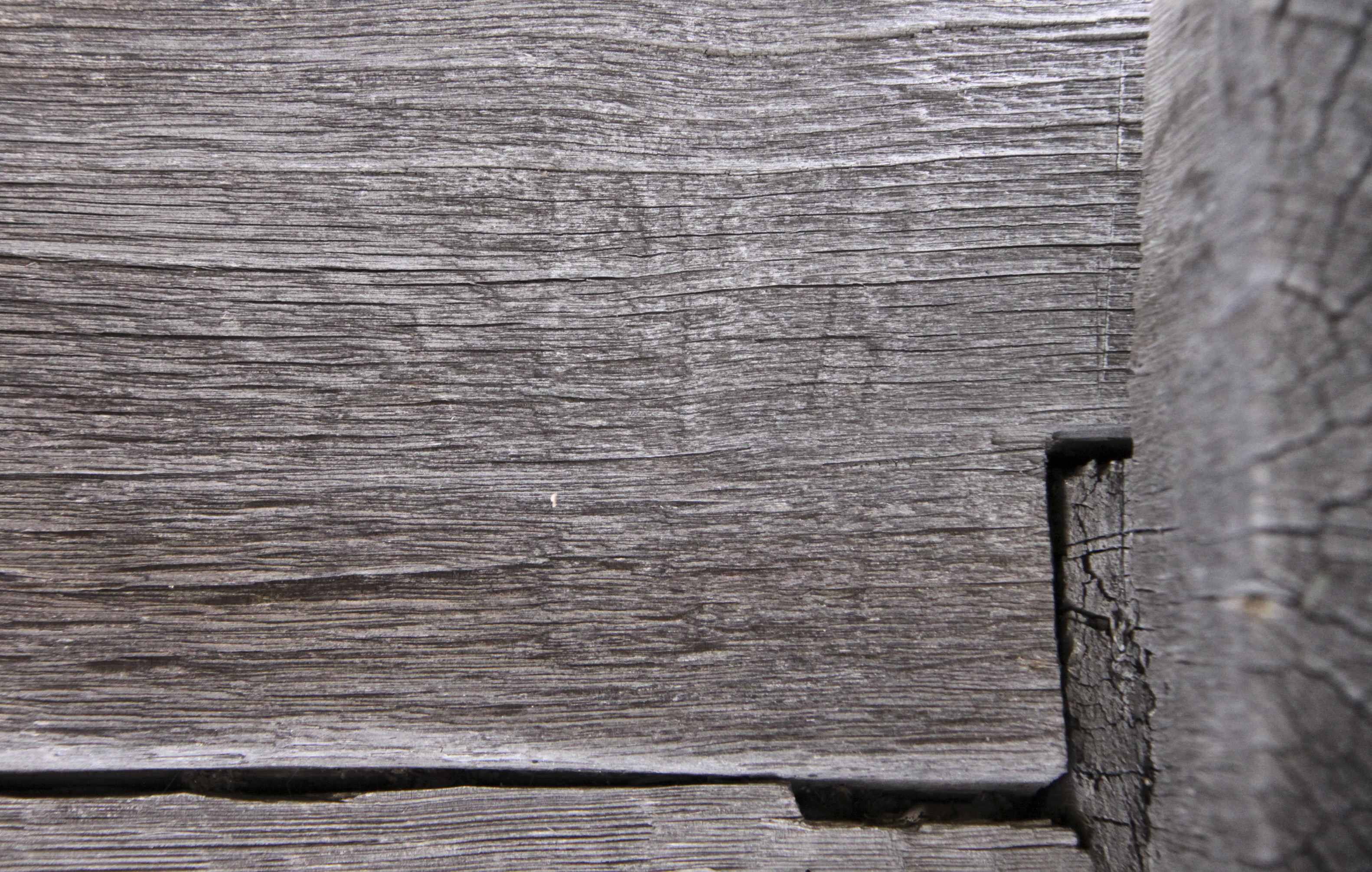
anul 7350/1841-1842
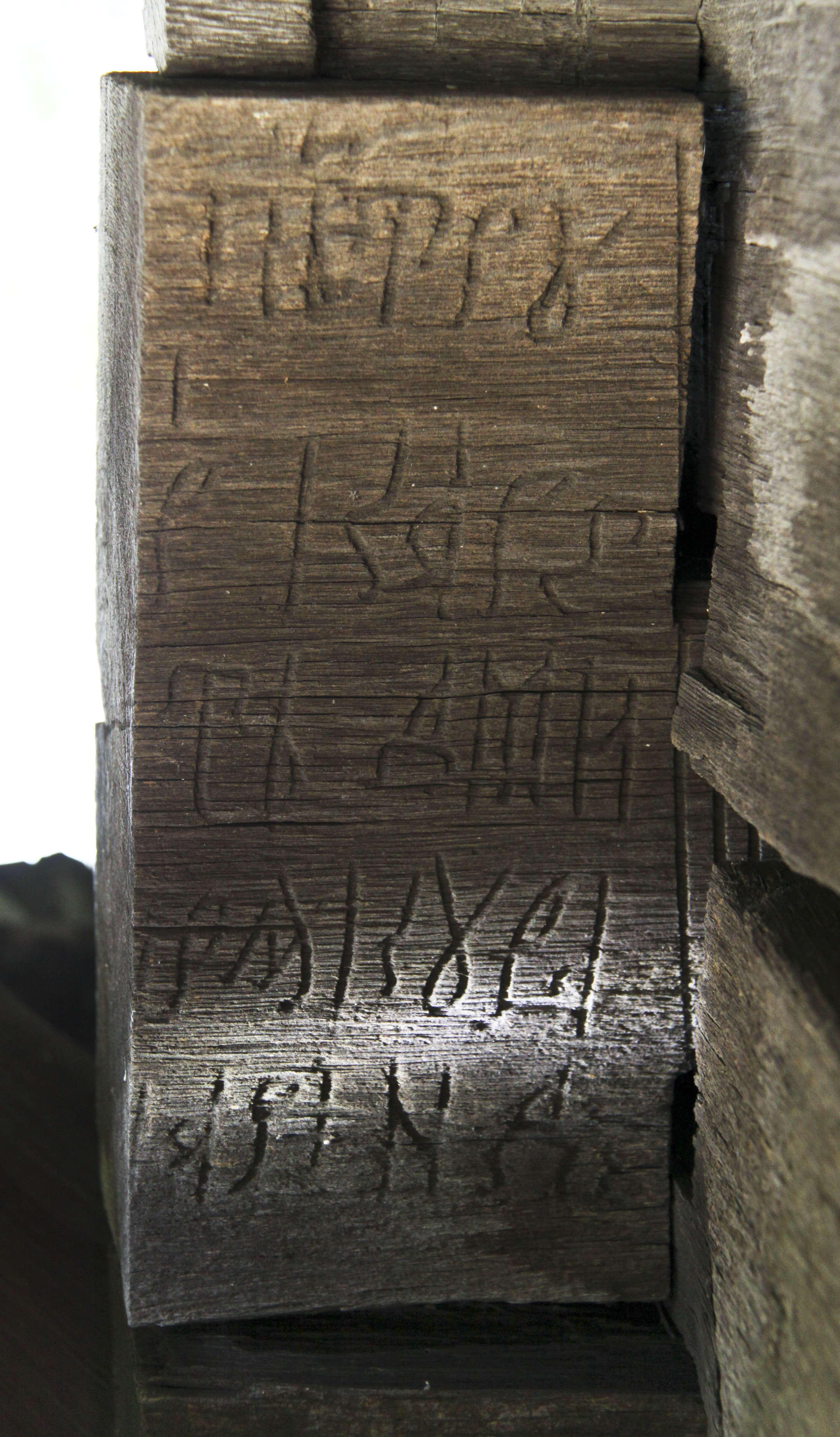
fragment pisanie
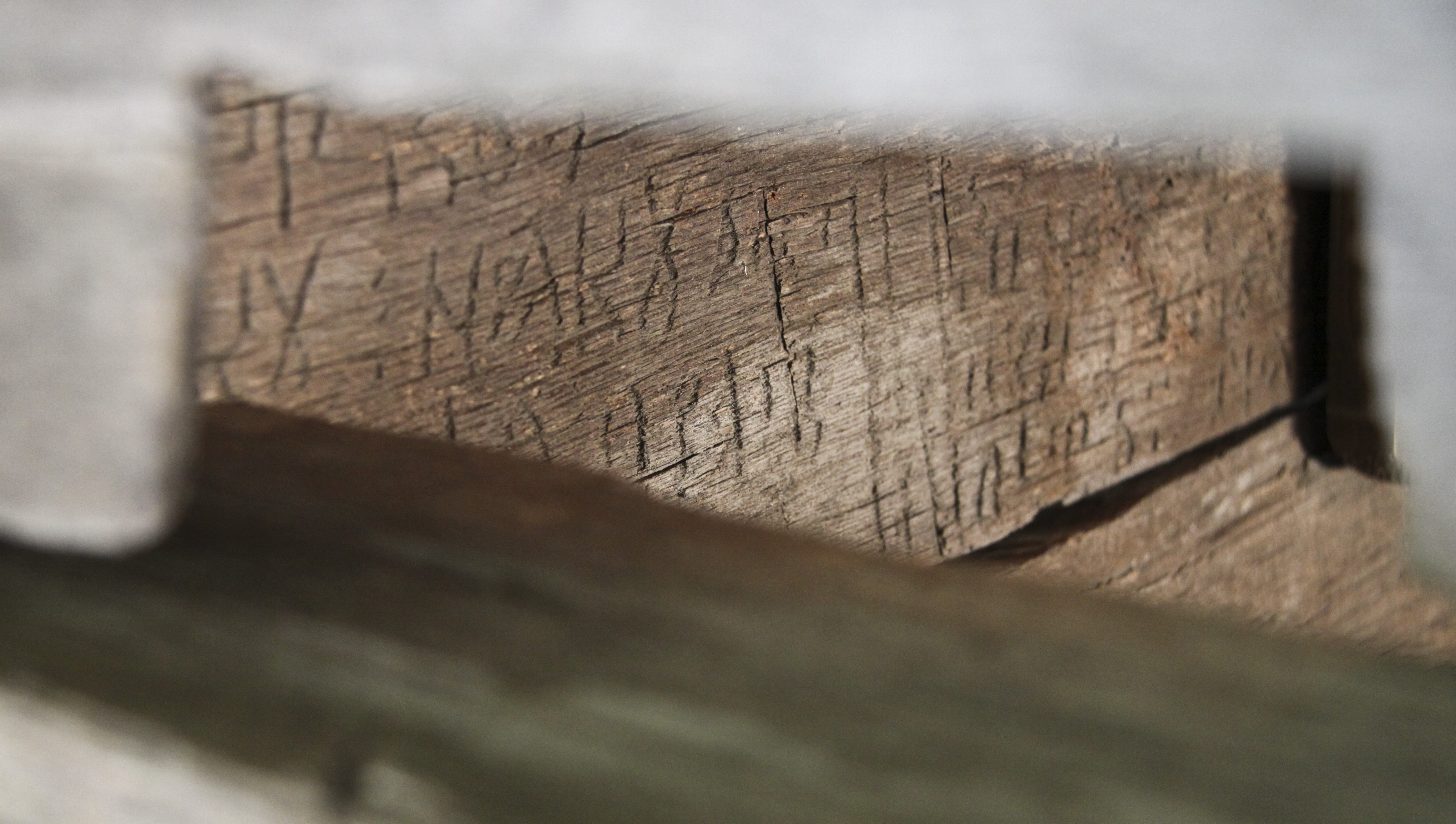
fragment pisanie
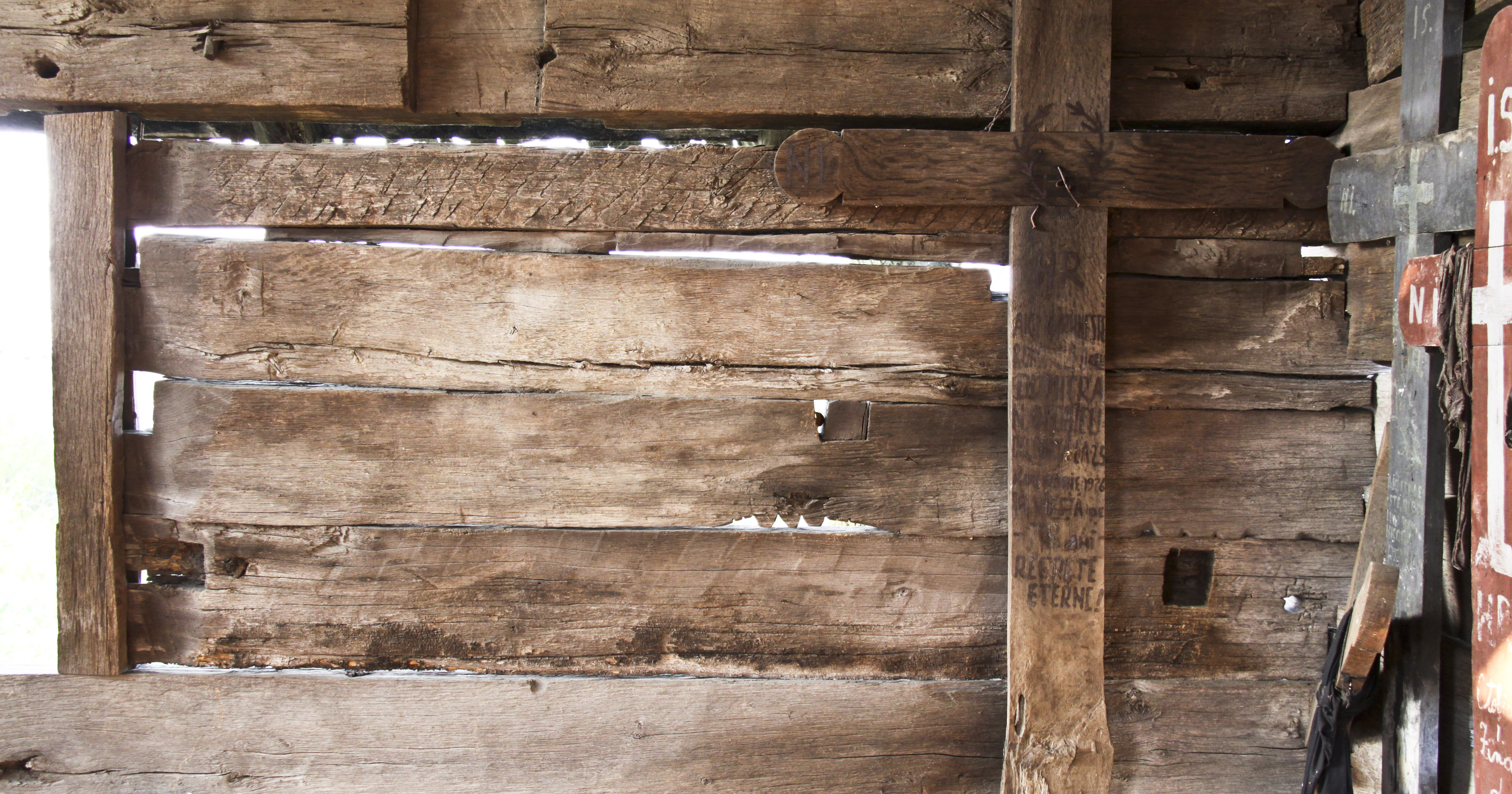
grindă pridvor în peretele de nord
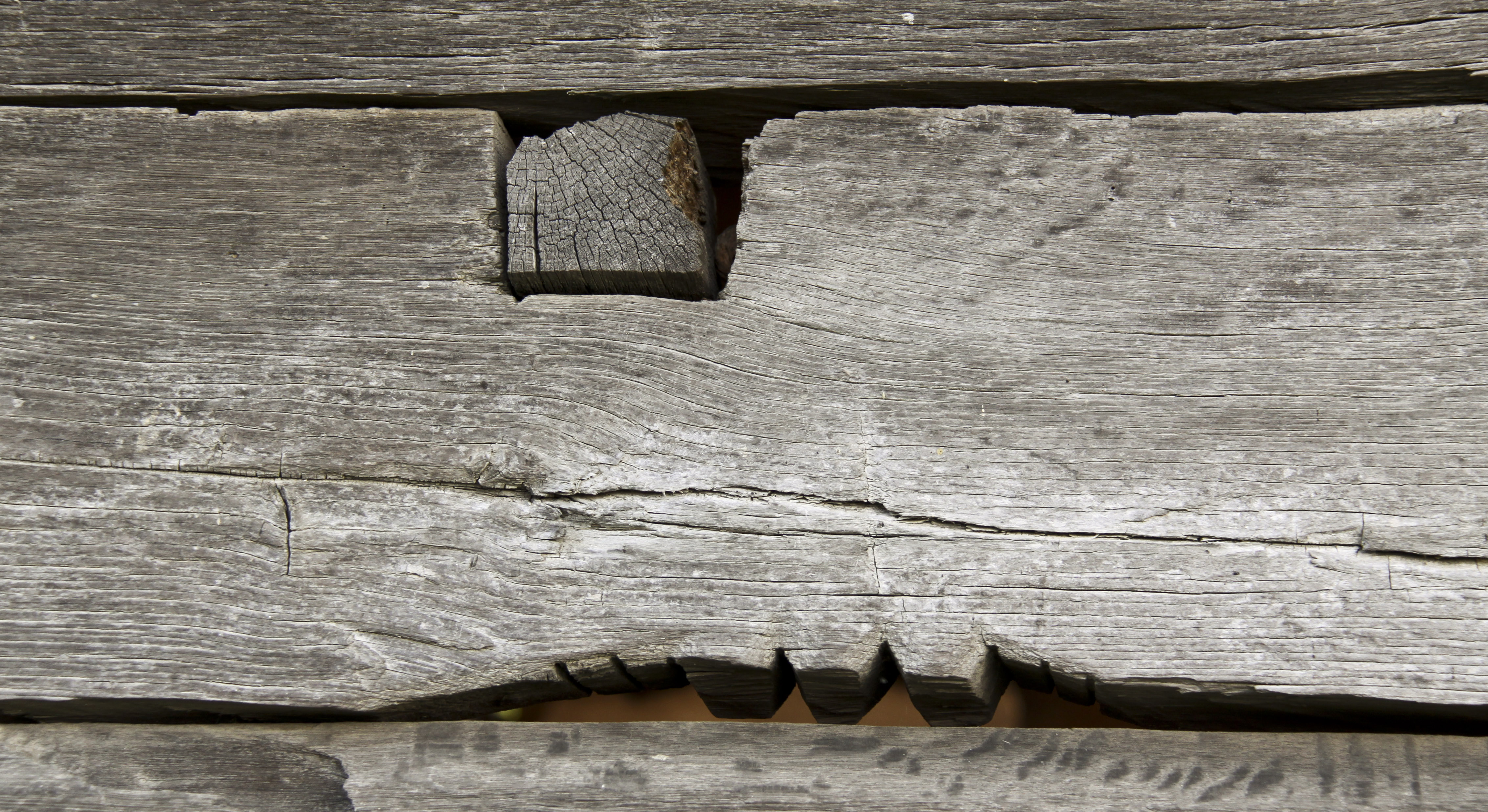
detaliu grindă pridvor
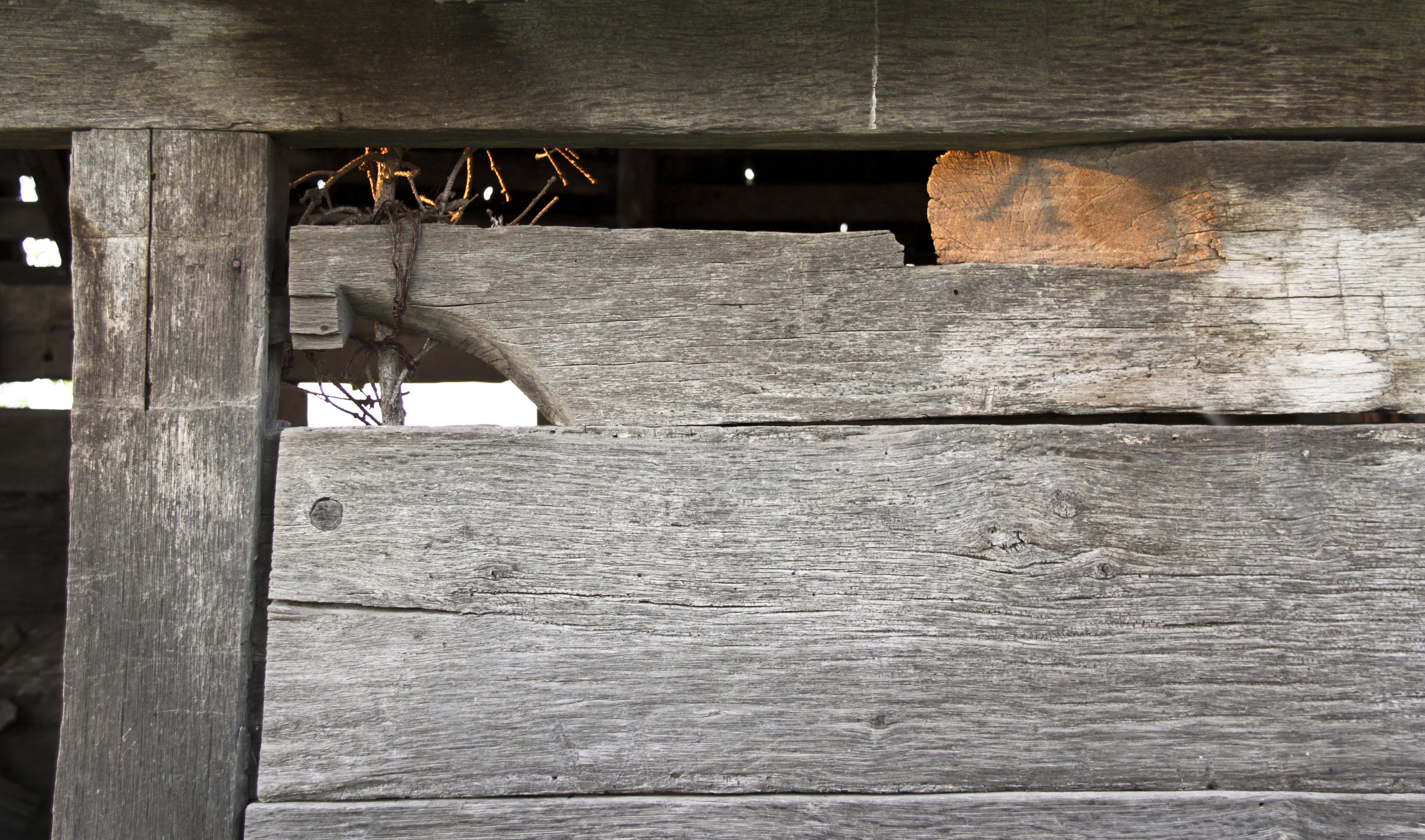
consolă cap de cal
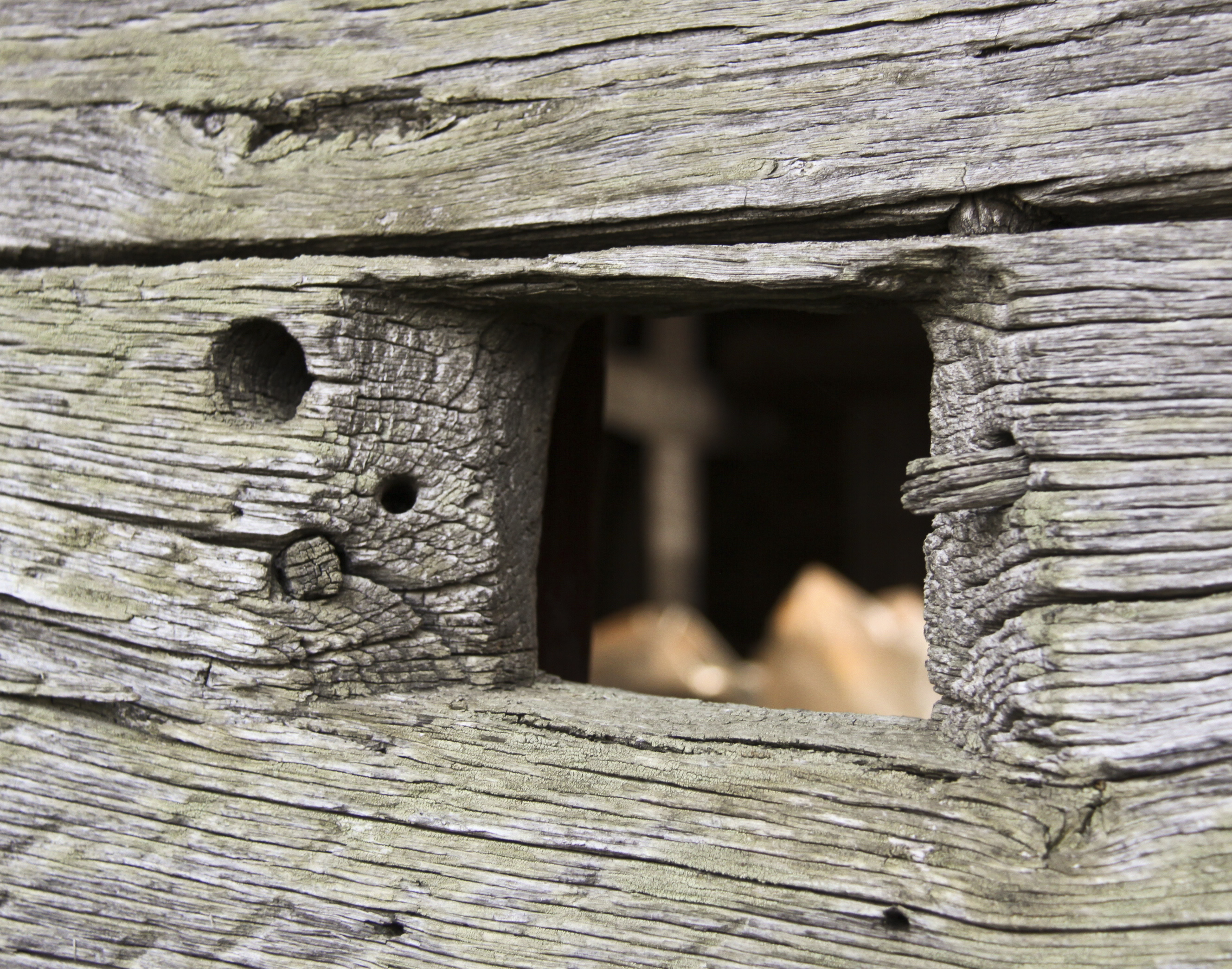
ochi de fereastră într-o bârnă
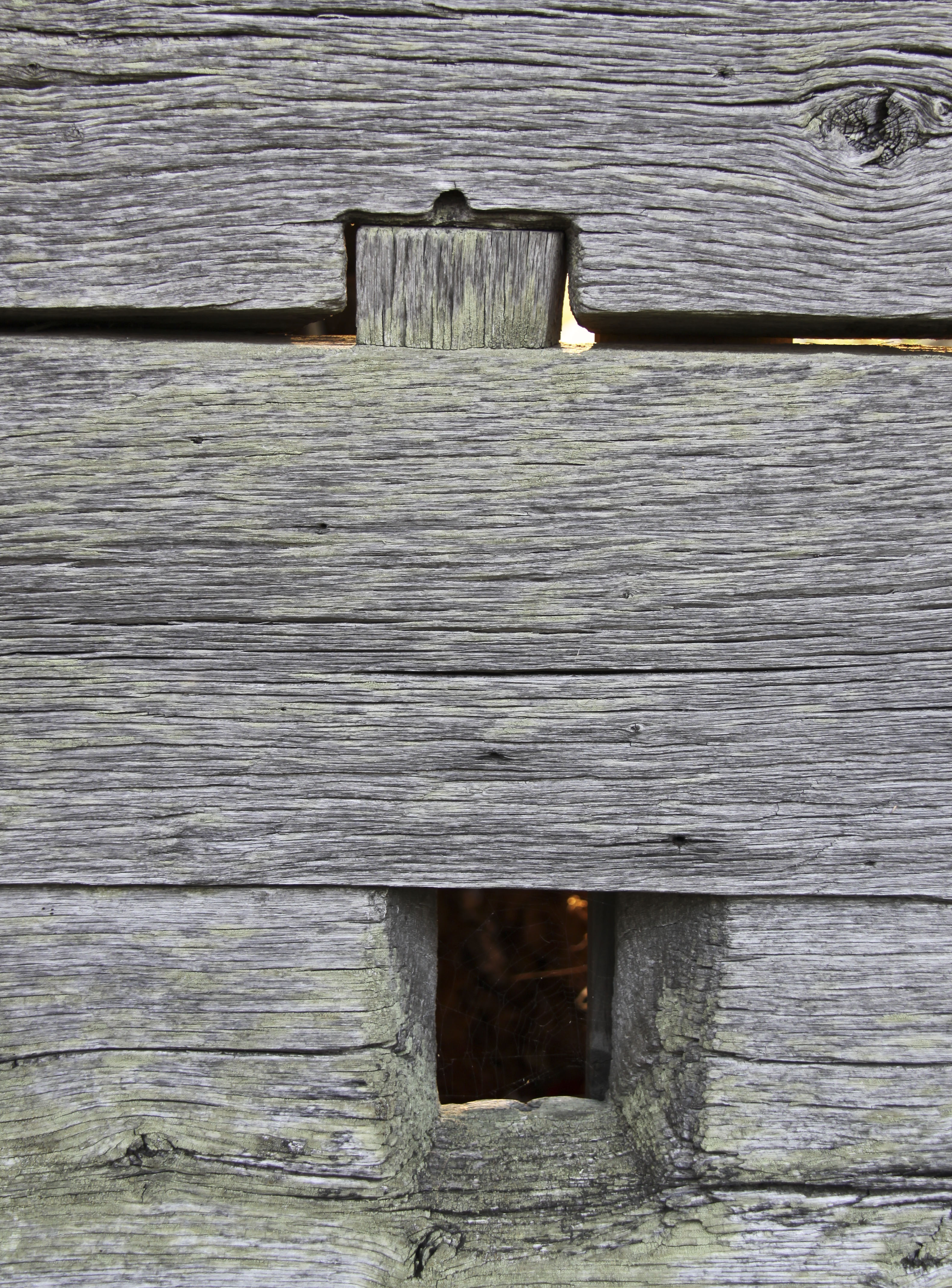
ochi de fereastră între două bârne